# Cyklosporoza
Cyklosporoza (Cyclosporosis) – choroba pasożytnicza powodowana przez gatunki pasożytniczych pierwotniaków z rodzaju Cyclospora, należącego do rodziny Eimeriidae z podtypu Apicomplexa, które kiedyś były klasyfikowane jako protista.
Chorują kręgowce, głównie ssaki. Pasożyty najczęściej zasiedlają enterocyty. Choroba może przebiegać bezobjawowo lub powodować zespół biegunkowy, którego efektem między innymi jest wychudzenie.
U ludzi zachorowanie powoduje Cyclospora cayetanensis która wnika do organizmu człowieka z wodą lub zanieczyszczoną żywnością.